# ㅽ
ㅽは、ハングルを構成する子音字母のひとつ。現在は使用されない古いハングル字母であり、ㅅとㅂを組み合わせて作られている。ㅅ系合用並書の字母の一つとして初声に用いられた。中期朝鮮語では、通説ではㅂの濃音（現在のㅃに相当）を表したとされているが、複合子音[sp]を表したとする説もあり、いまだ決着が付いていない。近代朝鮮語ではㅂの濃音を表していたとされる。